# Burgruine Lobenstein (Mühlviertel)
Die Burgruine Lobenstein liegt bei Oberneukirchen im Mühlviertel, Bezirk Urfahr-Umgebung in Oberösterreich.

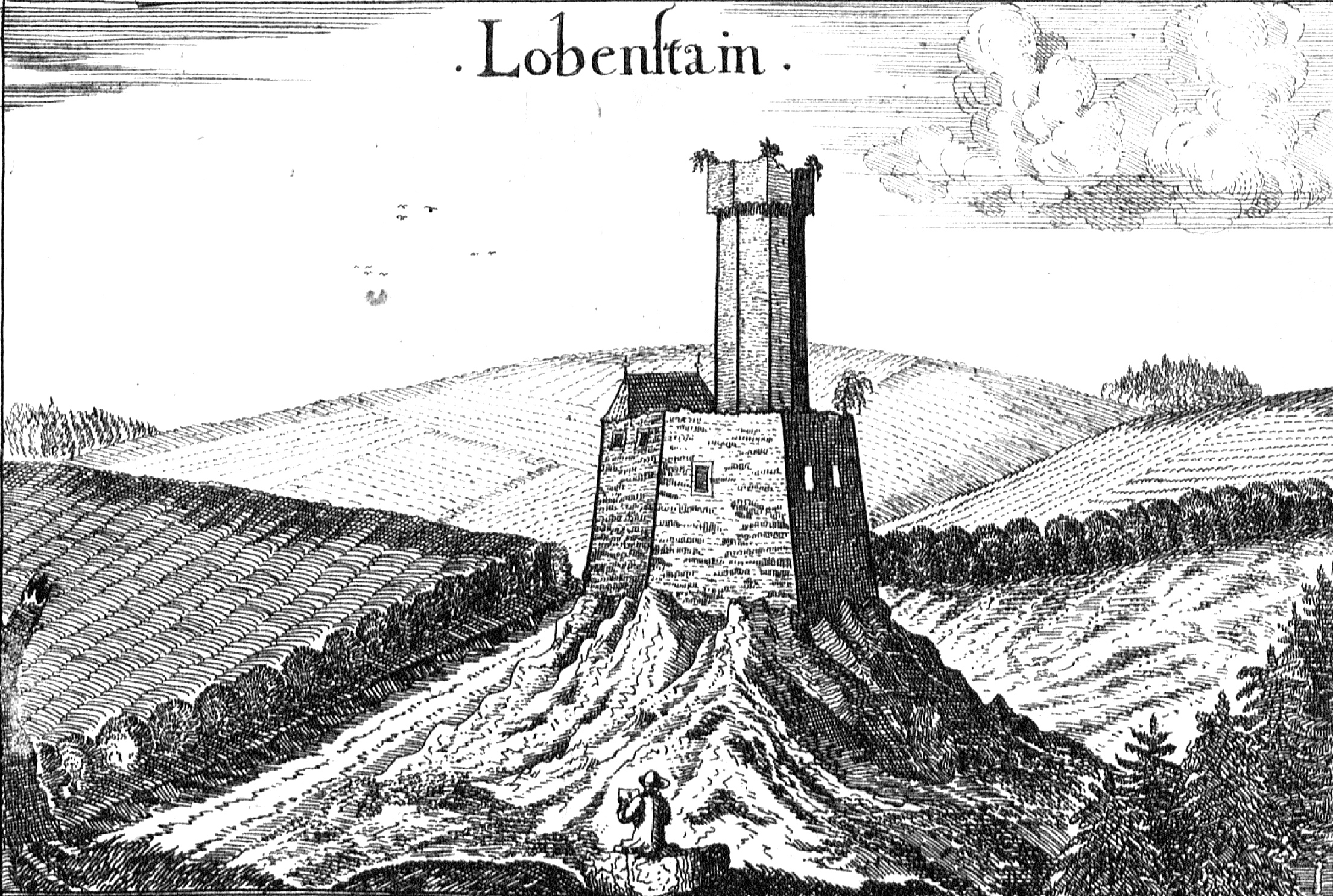
Lobenstein nach einem Stich von Georg Matthäus Vischer von 1674

## Lage
Die ehemalige Höhenburg befindet sich ca. 2 1⁄2 km südlich von Oberneukirchen auf einer aus einer Niederung aufragenden bewaldeten, flachen Hügelkuppe in 700 m ü. A. Seehöhe nahe den Orten Oberneukirchen und Zwettl an der Rodl.

## Geschichte
| Jahr | Urkundliche Bezeichnung |
| ---- | ----------------------- |
| 1242 | Lobenstain              |
| 1264 | Lobenstain              |
| 1428 | Lobenstein              |
| 1455 | veste Lobenstain        |

Als Gefolgsleute der hochfreien Griesbacher rodeten die Herren von Lobenstein die Gegend von Grünbach, Rauchenödt, Lichtenau und Windhaag bei Freistadt. Als Wernher von Griesbach um 1170 die Erbtochter der hochfreien Wilhering-Waxenberger heiratete, übernahm er damit die Herrschaft Waxenberg und übergab auch hier seinen Ministerialen Rodungslusse. Die Herren von Lobenstein errichteten als Mittelpunkt ihrer Rodungsherrschaft die Burg Lobenstein, die am 28. August 1242 erstmals schriftlich erwähnt wurde.
Ob schon Sighart I. (urkundlich 1207 und 1217) oder erst sein Sohn Ulrich I. miles (urkundlich 1243 bis 1278) den Bau begonnen haben, lässt sich nicht ermitteln. Durch Ulrich von Lobenstein wurde 1264 die Kirche von Zwettl an der Rodl erbaut.
Im 14. Jahrhundert eintretende Erbstreitigkeiten brachten das Geschlecht zum wirtschaftlichen Ruin, sodass Jans von Lobenstein (urkundlich 1357 bis 1369) im Jahr 1365 den Großteil seiner Besitzungen an die Herren von Walsee abtreten musste, während die Burg und Herrschaft Lobenstein als landesfürstliches Lehen an die Herren von Starhemberg auf Wildberg überging. Mit Jans von Lobenstein starb das Geschlecht der Lobensteiner im Mannesstamm aus.
Unter den Starhembergern war die Burg Lobenstein anfangs Sitz eines eigenen Lobensteiner Pflegers, ab 1534 wurde die Herrschaft Lobenstein vom Wildberger Pfleger mitverwaltet und die Burg dem Verfall preisgegeben. Bereits 1562 wurde die Anlage als baufällig bezeichnet.
1499 gehörten zur Herrschaft Lobenstein 127 Untertanen, bis zur Mitte des 16. Jahrhunderts stieg die Untertanenzahl auf 287.
Während der Zeit der Grundherrschaft diente die Burg armen Untertanen als Unterkunft. Anfang des 20. Jahrhunderts mietete sich Michael Kitzmüller, vulgo Schlossmichl ein, der mit der Reparatur von mechanischen Gegenständen sein Leben fristete und 1920 im Turm beraubt und erdrosselt aufgefunden wurde. Die Burg wurde zur Ruine. Ab 1971 begannen Sanierungs- und Erhaltungsarbeiten.

## Anlage
Unter den Herren von Lobenstein bestand die Burg Lobenstein lediglich aus einem Berchfrit (südlich) und einem Palas (nördlich) auf dem großen Felsen. Die beiden Gebäude waren durch einen winzigen Innenhof getrennt, von dem aus – nach der Überwindung des Felsens durch eine eingestemmte Holzkonstruktion – der eigentliche Einstieg erfolgte.
Nach der (vermuteten) Zerstörung des Palas während der Fehde zwischen den Rosenbergern und den Wallseern in der Mitte des 14. Jahrhunderts – in dieser Zeit stirbt das Geschlecht der Lobensteiner aus – bauen die Herren von Starhemberg den Berchfrit zu einem siebeneckigen Wohnturm aus. Der Berchfrit wird um ein Geschoß erhöht (Innenverstärkung der Wände) und erhält als bekrönenden Abschluss, ein auf Hausteinen liegendes vorkragendes Geschoß, ebenfalls aus Bruchsteinen gemauert.
Schon in prähistorischer Zeit war der markante Felsen von einer dreifachen Wallanlage umgeben; auf dem innersten dieser Wälle lassen die Herren von Starhemberg nun eine mit Zinnen versehene Ringmauer errichten. Der nun entstandene Burghof ist durch ein Tor im Norden zugänglich; an die westliche Ringmauer wird ein Wohn- und Stallgebäude angebaut. Wohnturm und Ringmauergebäude haben die Ruinenzeit mehr oder weniger gut überstanden.
Heute ist die Burg Lobenstein wieder in einem guten Zustand und bewohnt.

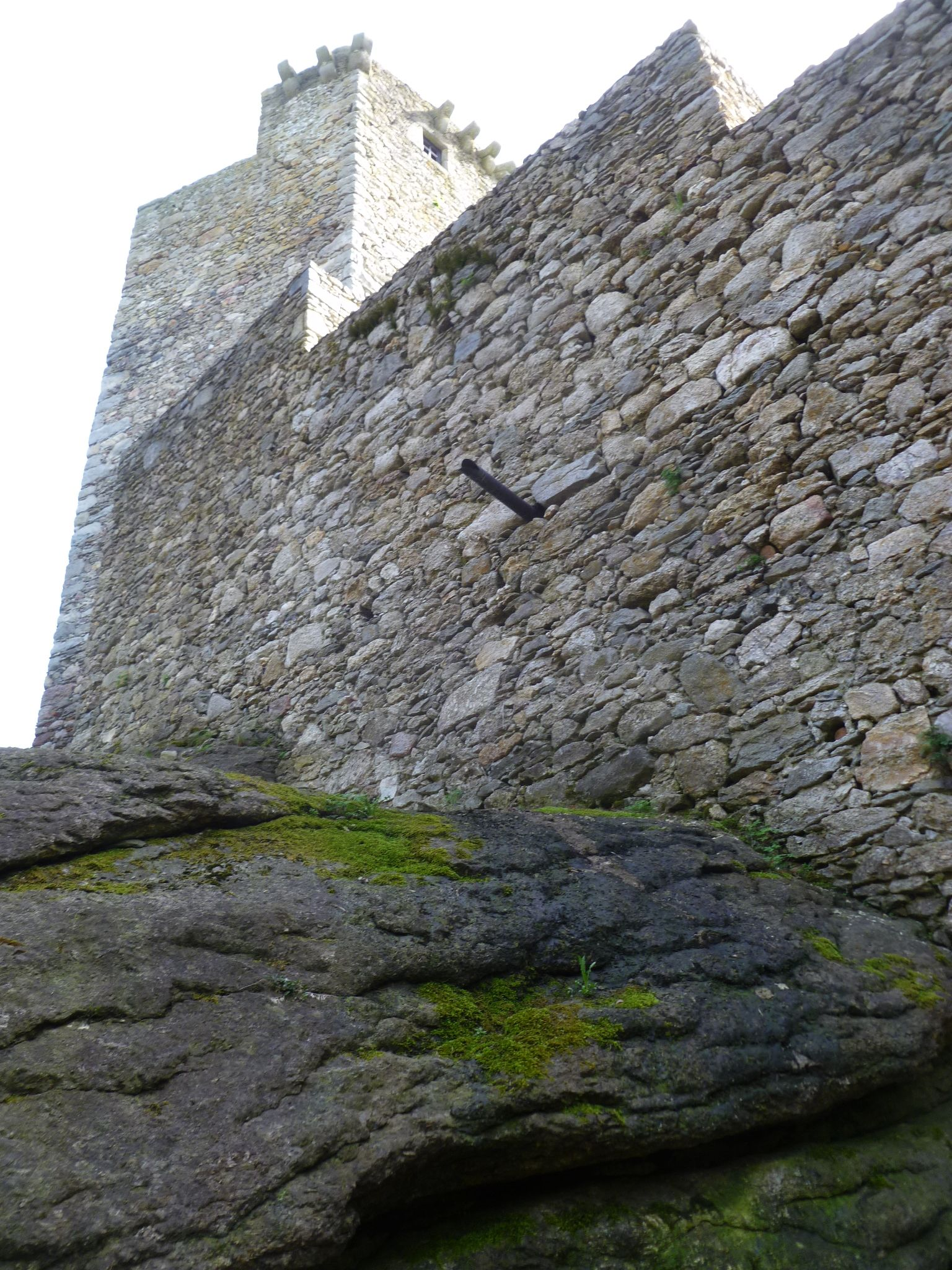
Burgruine Lobenstein: Außenmauer und Turm
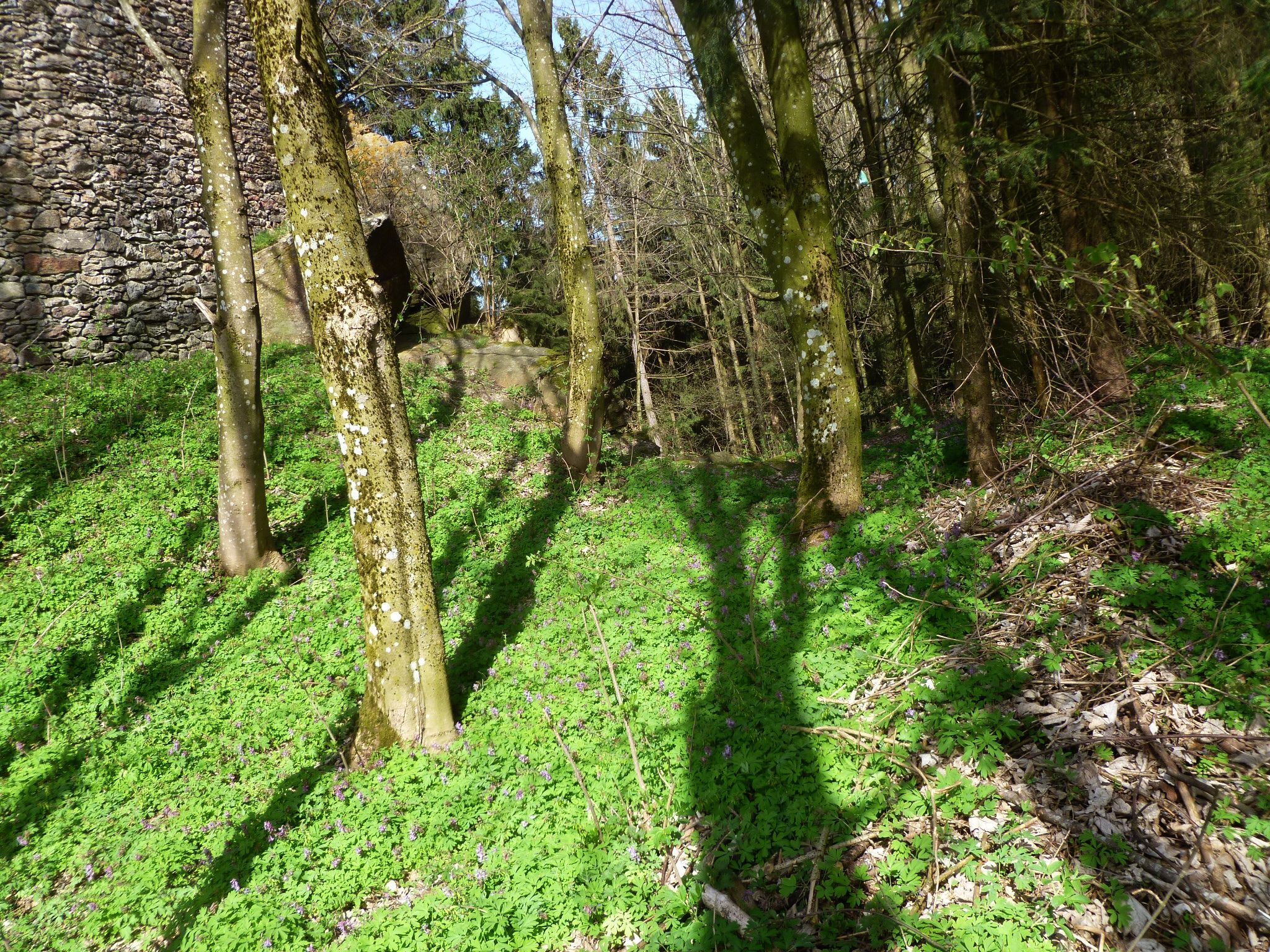
Burgruine Lobenstein: Graben
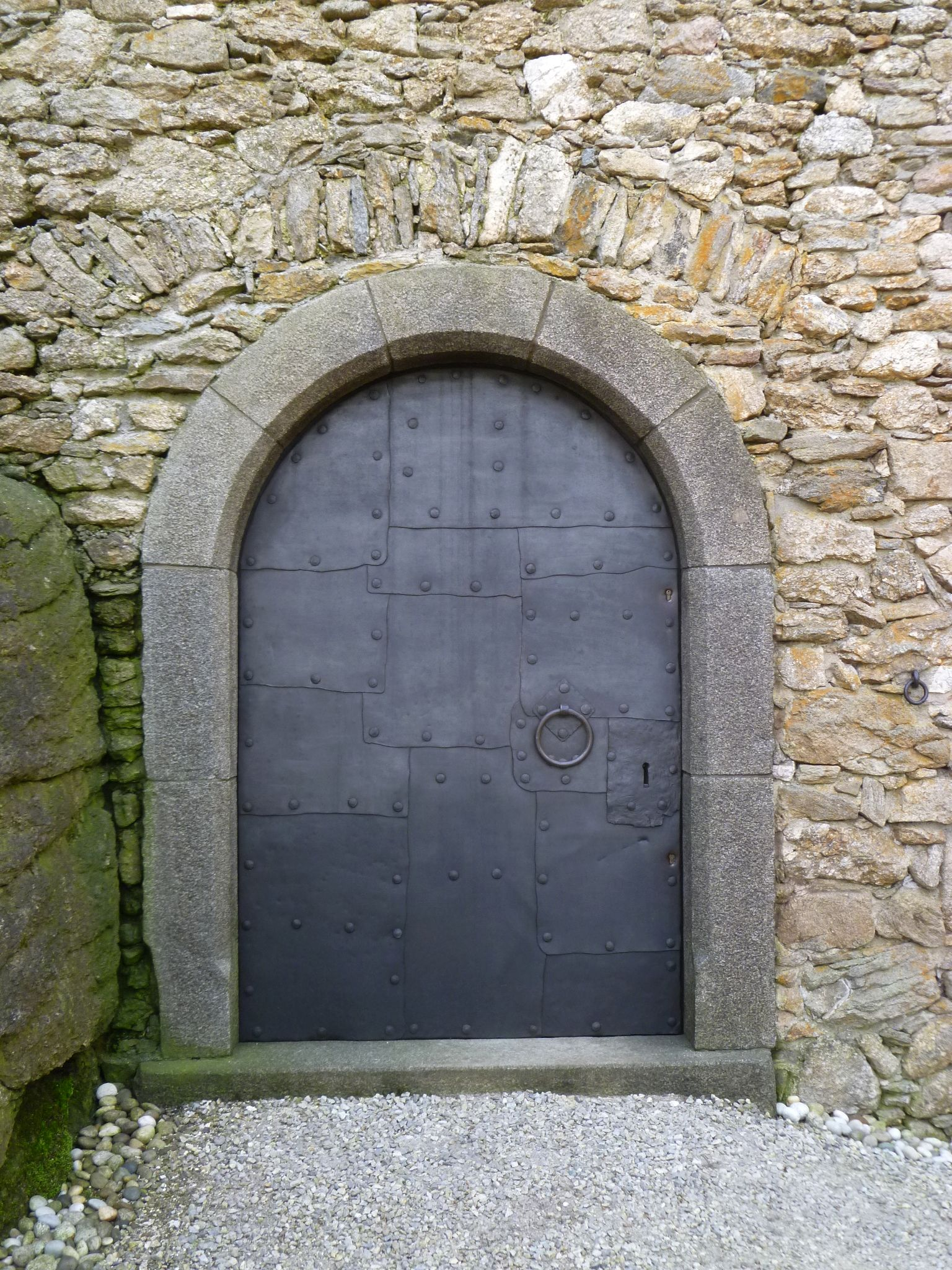
Eingangsportal zur Burgruine Lobenstein
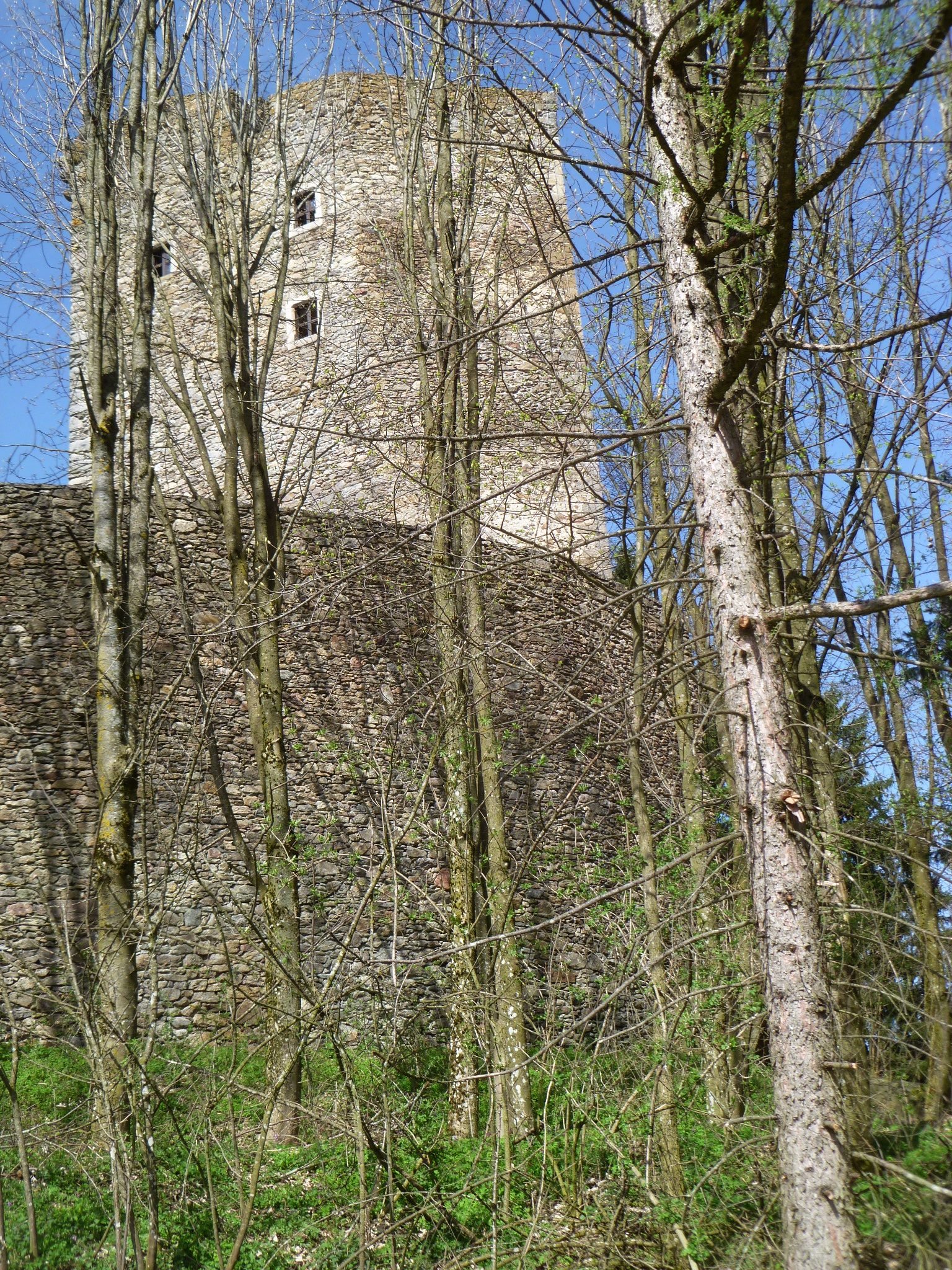
Burgruine Lobenstein